# Bankavadi, Heggadadevankote
Bankavadi là một làng thuộc tehsil Heggadadevankote, huyện Mysore, bang Karnataka, Ấn Độ.